# Léonide Leblanc
Leonide Leblanc, född 1842, död 1894, var en fransk skådespelare och kurtisan. Hon tillhörde de mest berömda av de så kallade demimonderna eller grande horizontales, kollektivt kallade La garde, i andra kejsardömets Paris. 
Hon var verksam som skådespelare utöver kurtisan. Hon kallades Mademoiselle Maximum med hänvisning till hennes smak för lyx och slöseri. Hon använde sig som kurtisan av publicitet och demonstrativ lyxkonsumtion. Hon hade många förmögna kunder, men till skillnad från många andra kurtisaner behöll hon sällan en specifik kund särskilt länge. Hon beskrivs som charmerande men ska ha slösat oförsiktigt med sina pengar och deltagit i spekulationer som slog fel, vilket innebar att hon avslutade sin karriär med endast en blygsam inkomst. 